# Inverno e Monteleone
Inverno e Monteleone es un municipio italiano situado en la provincia de Pavía, en Lombardía. Tiene una población estimada, a fines de abril de 2023, de 1468 habitantes.

## Evolución demográfica
| Gráfica de evolución demográfica de Inverno e Monteleone entre 1861 y 2023 |
|                                                                            |
| Fuente: ISTAT - Elaboración gráfica de Wikipedia                           |